# Maja (affluente dell'Aldan)
La Maja (in russo Мая?; in lingua sacha: Маайа) è un fiume della Russia siberiana orientale, affluente di destra dell'Aldan nel bacino della Lena. Scorre nei rajon Ochotskij e Ajano-Majskij del Territorio di Chabarovsk e nel Ust'-Majskij ulus della Sacha-Jakuzia.

## Descrizione
La Maja nasce dalla confluenza dei due rami sorgentizi Levaja e Pravaja Maja sull'altopiano della Judoma e della Maja, immediatamente ad occidente della catena dei monti Džugdžur, a un centinaio di chilometri di distanza dalla costa del mare di Ochotsk. Scorre dapprima con andamento nordest-sudovest; all'altezza del 57º parallelo piega decisamente di 90 gradi, dirigendosi verso nordovest e confluendo, dopo 1 053 km di corso, nell'Aldan presso l'abitato di Ust'-Maja (ust'e, in russo, significa "foce").
I centri urbani toccati nel percorso sono scarsissimi e di nessuna importanza, se non locale; oltre alla già citata Ust'-Maja, sono Aim e Ust'-Judoma, presso la confluenza della Judoma. Il fiume è navigabile per circa 500 km a monte della foce, pur essendo gelato per il periodo ottobre-maggio.
Fra i numerosi affluenti del fiume, i più numerosi e importanti sono quelli proveniente dalla sinistra idrografica, data la maggiore lontananza della linea spartiacque su quel lato idrografico del fiume; generalmente meno rilevanti sono gli affluenti di destra. I principali affluenti sono elencati sotto.
dalla sinistra idrografica:
- Mati
- Nudymi
- Severnyj Uj
- Batomga
- Majmakan
- Aim
- Čabda

dalla destra idrografica:
- Muramnja
- Ljaki
- Ingili
- Judoma
- U-Jurjach